# Juan Alberto Rosas
Juan Alberto Rosas (ur. 28 listopada 1984 w Tepic) – meksykański bokser, były zawodowy mistrz świata wagi junior koguciej (do 115 funtów) organizacji IBF.
Karierę zawodową rozpoczął 23 marca 2001. Do listopada 2009 stoczył 36 walk, z których 31 wygrał i 5 przegrał. W tym okresie zdobył tytuły mistrza Meksyku i NABF w wadze muszej oraz mistrza Meksyku i WBC Latino w junior koguciej.
31 lipca 2010 w Tepic (Meksyk) spotkał się o tytuł mistrza świata organizacji IBF w kategorii junior koguciej z Simphiwe Nongqayi'em z Republiki Południowej Afryki. Wygrał przez TKO w szóstej rundzie i został nowym mistrzem. Do pierwszej obrony doszło tego samego roku, 11 grudnia. Przeciwnikiem był były mistrz świata organizacji WBC i WBA Meksykanin Cristian Mijares. Rosas przegrał jednogłośnie na punkty i utracił pas.
Po trzech wygranych pojedynkach pokonał w walce eliminacyjnej do utraconego tytułu IBF, niejednogłośnie na punkty, Zolani Tete z Południowej Afryki. 19 maja 2012 stoczył pojedynek o pas mistrzowski z rodakiem Juanem Carlosem Sánchezem Jr., który został następcą Mijaresa. Przegrał wyraźnie, jednogłośnie na punkty, będąc liczony w rundzie pierwszej.